# Movimento das Forças Armadas

Emblema del MFA utilizado durante el Proceso Revolucionario en Curso.

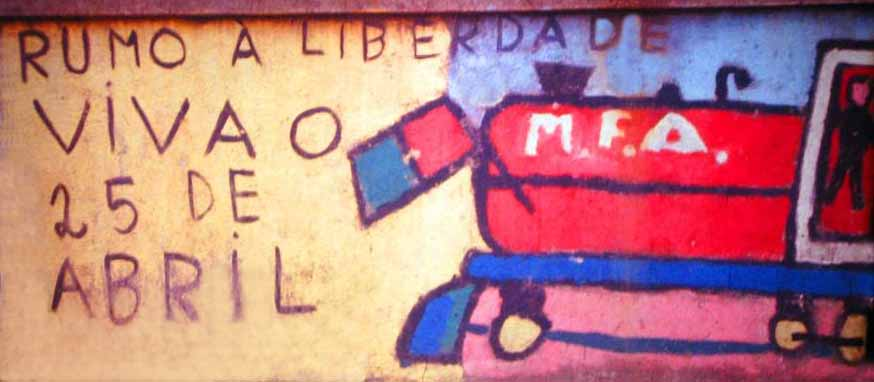
MFA - Rumo à liberdade, Viva o 25 de Abril, pintura mural, 1974

El Movimento das Forças Armadas (MFA), en castellano, Movimiento de las Fuerzas Armadas, fue una organización ilegal constituida dentro del ejército portugués durante la dictadura de Salazar o Estado Novo como también era conocida, que también tuvo un papel destacado en el comienzo de la Tercera República Portuguesa. Estaba formada en su mayoría por oficiales de baja graduación. Fue responsable del golpe militar conocido como la Revolución de los Claveles, que terminó con el Estado Novo en Portugal el 25 de abril de 1974. 
Comenzó en 1973 como un movimiento de jóvenes oficiales que habían estado luchando en la Guerra Colonial de África. El MFA estaba constituido por militares de ideas izquierdistas. Los motivos que movían a los miembros de este grupo de militares eran el deseo de libertad democrática y el descontento por la política seguida por el gobierno en relación con la Guerra Colonial. Sus principales objetivos eran el fin de la guerra sucia, la retirada de las colonias de África, elecciones libres y la supresión de la policía política portuguesa, la PIDE.
Su acción más relevante fue la del golpe de Estado de la Revolución de los Claveles. El 25 de abril de 1974, el MFA tomó los puntos estratégicos del país y el régimen dictatorial se derrumbó. Las tropas fueron comandadas en el terreno por diversos capitanes, de entre los cuales uno de los más importantes fue Salgueiro Maia, que comandó a las tropas venidas de la escuela de caballería de Santarém. En el cuartel de Pontinha, las operaciones eran dirigidas por el brigadista Otelo Saraiva de Carvalho.
Durante todo el turbulento e inestable proceso de transición, el MFA tuvo un importante papel en la vida política portuguesa. 
Después de las movilizaciones del 28 de septiembre de 1974, el general Spínola fue obligado a renunciar a la presidencia de la República, que fue entregada al general Costa Gomes. En marzo de 1975, tras un intento de golpe de Estado espinolista, el ala de oficiales comunistas del Movimiento de las Fuerzas Armadas anunció que se había iniciado la «transición al socialismo. Fue nacionalizada toda la banca y la mayor parte de la gran industria. También se inició un proceso de reforma agraria.
En abril de 1975 sufrieron un revés electoral, a favor del Partido Socialista.
En el verano de 1975, el Partido Socialista y el Partido Social Demócrata salieron del cuarto gobierno provisional, dirigido por el militar Vasco Gonçalves, del MFA, al que acusaban de no respetar la democracia y querer imponer un régimen comunista.
Durante ese verano el Movimiento de las Fuerzas Armadas se dividió abiertamente en tres facciones: 
- Una apoyaba a Vasco Gonçalves y era próxima al Partido Comunista Portugués. Creía que con el apoyo del ejército y del movimiento obrero del sur de Portugal tenía una base social suficiente para avanzar con las transformaciones sociales del país. Consideraba que si mucha gente humilde, sobre todo en el norte rural del país, había votado a partidos no revolucionarios, era porque no conocía sus verdaderos intereses. La transformación social en curso y el trabajo de propaganda les haría apoyar la revolución en un futuro.

- Otra facción defendía el pluralismo político y estaba próxima al Partido Socialista. Defendía las conquistas sociales de la Revolución, pero querían ser escrupulosos con el respeto por los procedimientos democráticos formales como forma de expresar la voluntad popular. Se llamaban a sí mismos los puros del MFA, y entre ellos destacaban Vasco Lourenço y Melo Antunes.

- Una tercera facción defendía el poder popular, era fuerte en el COPCON y estaba influida por varios partidos cercanos al maoísmo, como el MES y el PRP. Creía que había que favorecer la autonomía de los movimientos populares, obreros y vecinales, y defender la Revolución evitando una institucionalización de las fuerzas armadas. A partir del verano de 1975, Otelo Saraiva de Carvalho fue el portavoz militar de esta corriente, que luego se destacaría por su militancia en organizaciones, tanto políticas como armadas, adscritas al maoísmo.

La situación del verano de 1975, con la movilización anticomunista del norte y el Partido Socialista sacando multitudes a la calle para protestar contra al gobierno de Vasco Gonçalves dejaron claro que este no podría gobernar pacíficamente. En una nueva asamblea del MFA, la facción cercana a los socialistas venció en las votaciones y Vasco Gonçalves tuvo que dimitir.
El Processo Revolucionário em Curso (PREC) concluyó con el golpe de Estado del 25 de noviembre perpetrado por militares pro-comunistas y abortado por el sector moderado del MFA liderado por Ramalho Eanes.